# Daniil Shelist
Daniil Shelist (nacido el 30 de agosto de 2003 en Ucrania) es un jugador de baloncesto de nacionalidad ucraniano. Con 2,03 de estatura, juega en la posición de ala-pívot. Actualmente es jugador del Oviedo Club Baloncesto de la Primera FEB.

## Trayectoria
Formado en las categorías inferiores del Unicaja de Málaga, en la temporada 2021-22 firma por el Zentro Basket Madrid de Liga EBA, club madrileño con el que compitió durante dos temporadas, la segunda de ellas en LEB Plata.
En la temporada 2023-24, fichó por el CB Zamora de LEB Plata, siendo una pieza clave en el equipo que logró el ascenso a Primera FEB. 
En la temporada 2024-25, firma por el Club Baloncesto Peñas Huesca de Segunda FEB, en el que promedió 7,7 puntos y casi 4 rebotes por partido.
El 20 de julio de 2025, firma por el Oviedo Club Baloncesto de la Primera FEB.